# Бухгольц (Тюрингія)
Бухгольц (нім. Buchholz) — громада в Німеччині, розташована в землі Тюрингія. Входить до складу району Нордгаузен. Складова частина об'єднання громад Гонштайн/Зюдгарц.
Площа — 2,62 км2. Населення становить Невірний параметр metadata 16 062 004 ос. (станом на 31 грудня 2021).

## Галерея

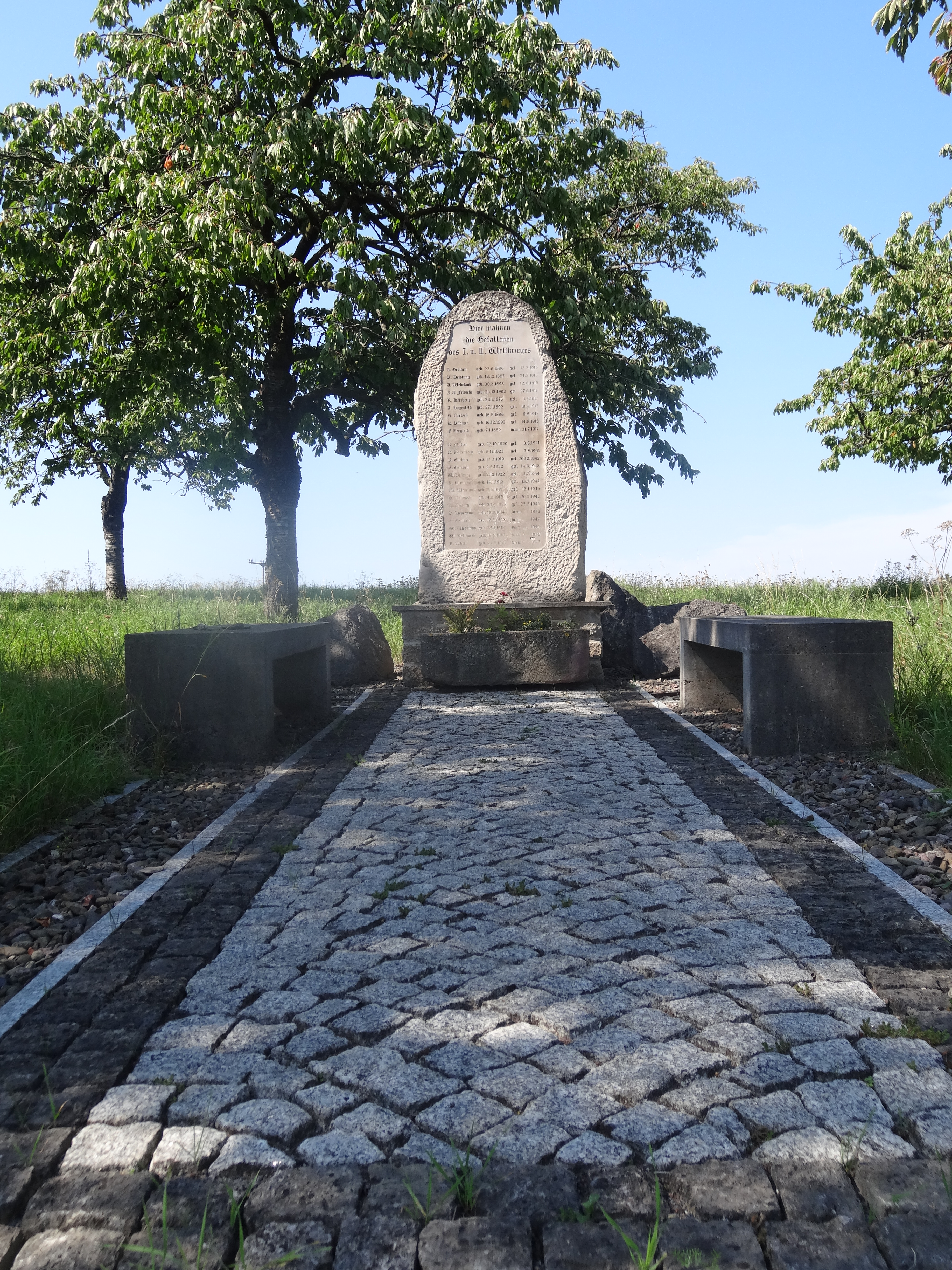